# Allagelena gracilens
Allagelena gracilens là một loài nhện trong họ Agelenidae.

## Phân bố
Loài này phân bố ở Trung Âu đến Trung Á,

## Tên đồng nghĩa
- Agelena gracilens - Koch, 1841[1]
- Allagelena gracilens - Zhang, Zhu & Song, 2006[5]